# Nyrpe
Nyrpe är en by i Okome socken,  Falkenbergs kommun.

## Historia
Socknens första fattighus byggdes här i byn vid Klitten år 1870, och stod kvar till 1945.